# Völkerschlachtdenkmal (Weißandt-Gölzau)

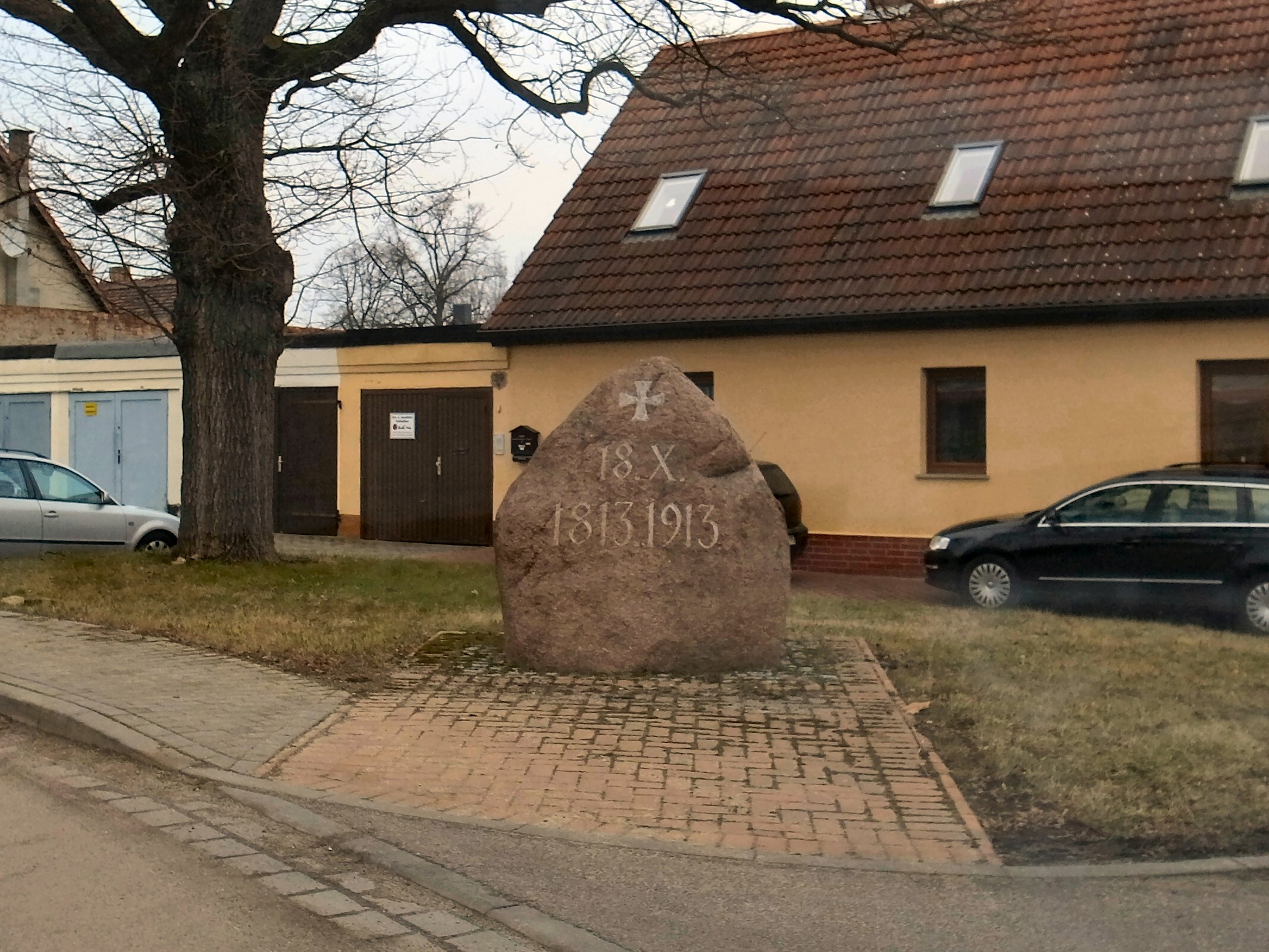
Ansicht von Westen

Das Völkerschlachtdenkmal von Weißandt-Gölzau ist ein Gedenkstein in der Stadt Südliches Anhalt im Landkreis Anhalt-Bitterfeld in Sachsen-Anhalt. Das Kleindenkmal steht unter Denkmalschutz und ist im Denkmalverzeichnis mit der Erfassungsnummer 094 70940 als Baudenkmal eingetragen.

## Geschichte
Anlässlich des 100. Jahrestages der Völkerschlacht bei Leipzig im Jahr 1913 entstanden in zahlreichen Dörfern im nahen und weiteren Umland schlichte Gedenksteine, die oft nur die Jahreszahl der Entscheidungsschlacht der Befreiungskriege tragen. Ein solcher Stein befindet sich auch an der Hauptstraße in der Ortsmitte von Großweißandt, das später mit anderen Dörfern zu Weißandt-Gölzau verschmolz. Der Porphyrstein steht nördlich von Kirche, Gutshaus und Schloss.
Nach dem Zweiten Weltkrieg verschwand der tonnenschwere Gedenkstein in einer Nacht- und Nebelaktion, indem er an Ort und Stelle vergraben wurde. Stattdessen wurde dort ein Gedenkstein für Ernst Thälmann errichtet. Als man aber in den 1990er Jahren das Ortszentrum sanierte, erinnerte man sich an den Stein und konnte ihn auch wiederentdecken. Er wurde mit einem Schwerlastkran gehoben und wieder an seinen alten Platz gebracht.

## Inschrift
Gedenksteine für die Völkerschlacht zählen zu dem Grenzbereich der Kriegerdenkmäler. Zwar sollen sie auch an die Gefallenen erinnern, sie wollen aber anders als Denkmäler für die Kriege der 1860er und 1870er Jahre nicht an bestimmte Personen, sondern vor allem an die politische Bedeutung des Ereignisses erinnern. Daher trägt der Stein in Großweißandt die schlichte Inschrift 18. X 1813.1913 sowie ein Eisernes Kreuz. Aufgrund ihrer einfachen Gestaltung wird den Gedenksteinen teils sogar die Bezeichnung als Denkmal abgesprochen.